# 法兰西护卫舰暗沙

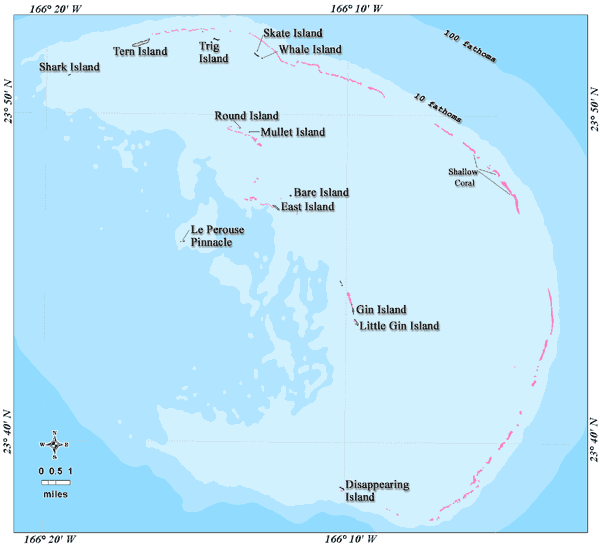
法兰西护卫舰暗沙全圖

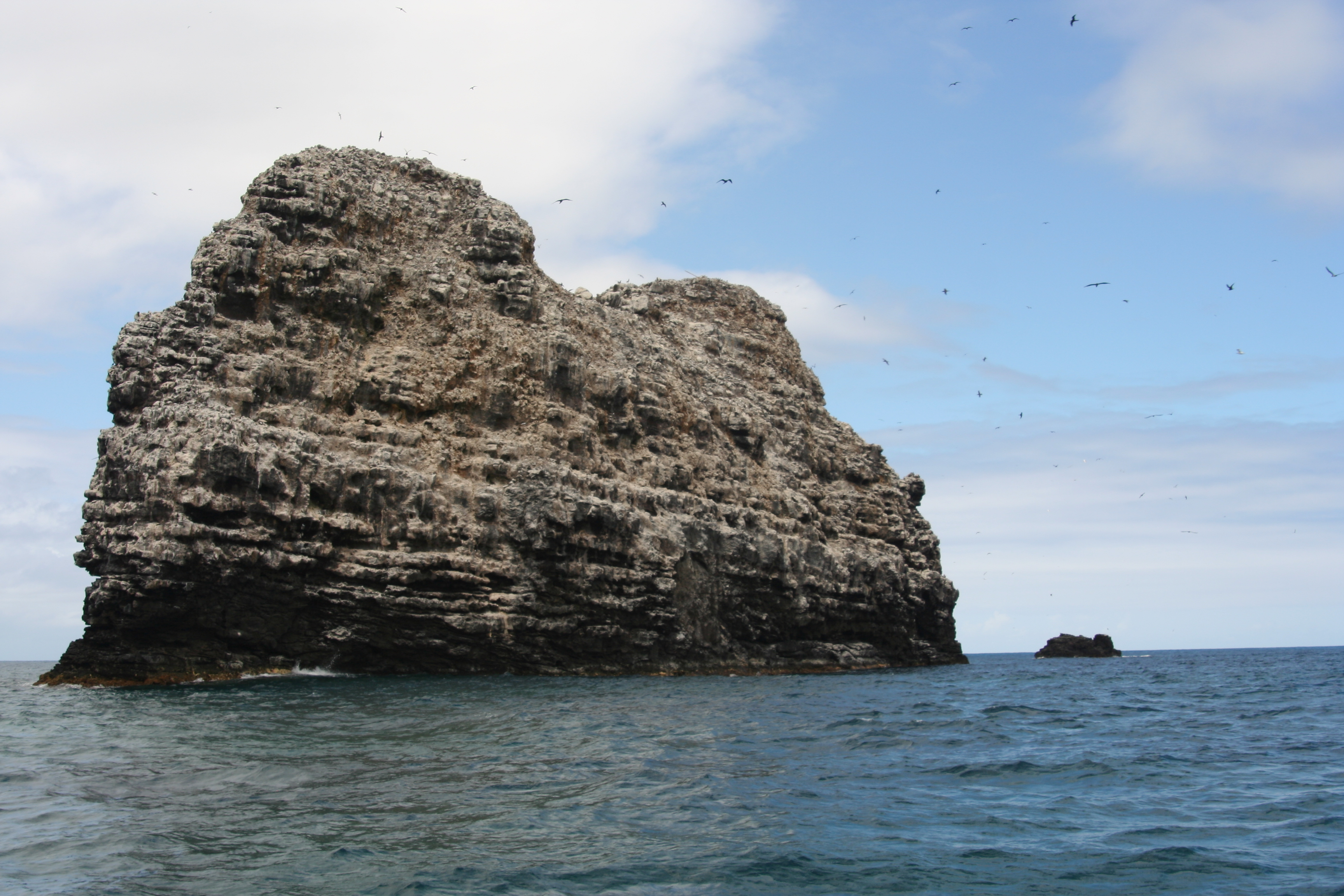
拉彼魯茲尖礁

法兰西护卫舰暗沙是西北夏威夷群島當中，依直徑最大的環礁。

## 歷史
該島礁區最早的人類活動，可追溯到西元1100-1300年間，來自夏威夷主要島嶼者。
法國軍官兼探險家拉彼鲁兹稱該地為法國軍艦擱淺處（法語：Basse des frégates françaises），此處珊瑚礁很接近海面但尚未超出海面。
1786年11月6日，拉彼魯茲在從北加利福尼亞蒙特雷港出發往澳門途中，在這段淺水區險些折損了兩艘巡防艦。後來該礁命名為法艦群島（英語：French Frigate Shoals）。

## 諸小島
- 鯊魚島（Shark Island）
- 燕鷗島（Tern Island）
- 三角島（Trig Island）
- 滑板島（Skate Island）
- 鯨魚島（Whale Island）
- 湮沒島（Disappearing Island）
- 小琴島（Little Gin Island）
- 琴島（Gin Island）
- 近島（Near Island）
- 荒蕪島（Bare Island）
- 東側島（East Island）
- 鯔魚島（Mullet Island）
- 環形島（Round Island）
- 拉彼魯茲尖礁（La Perouse Pinnacle）

## 生態

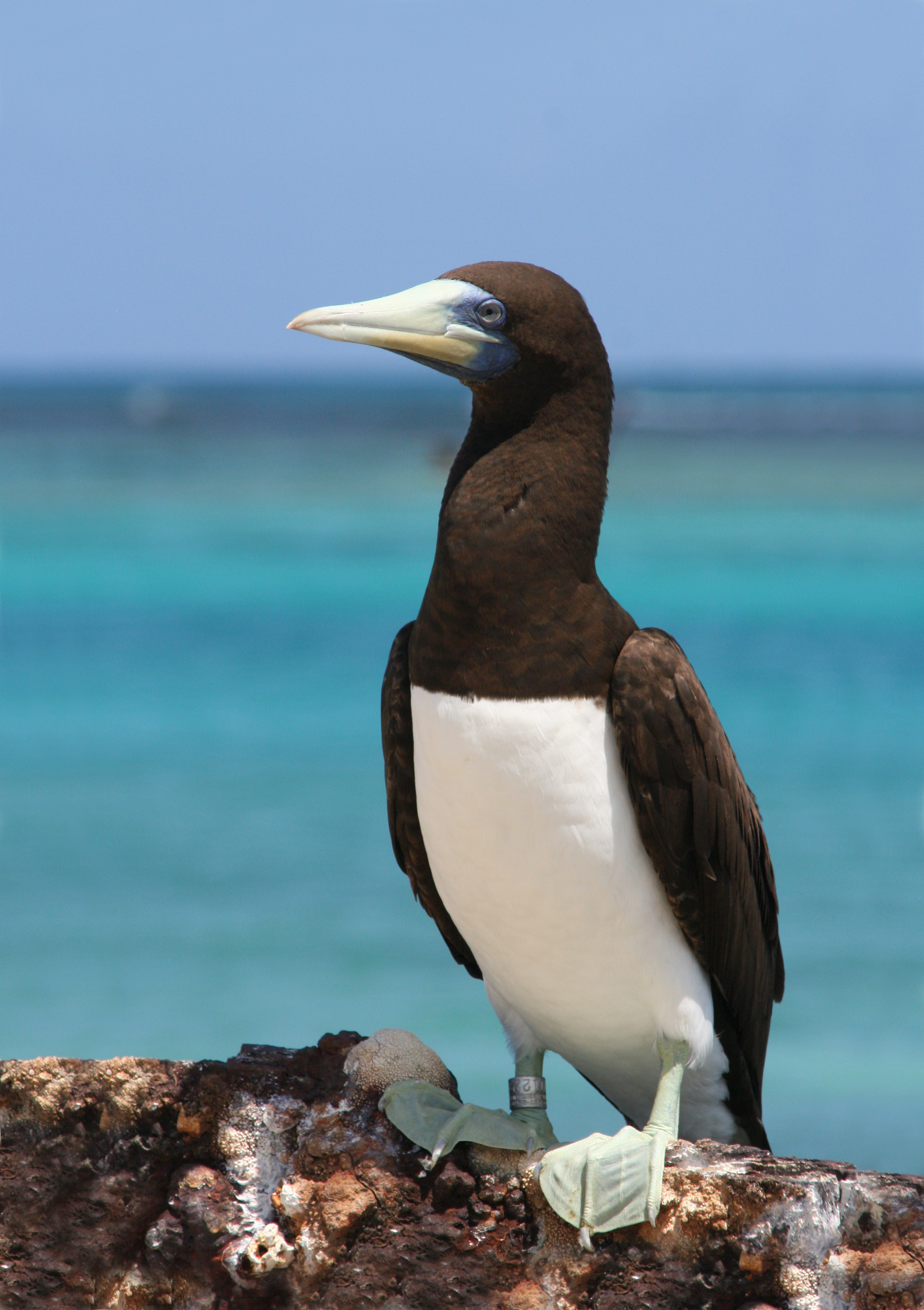
白腹鰹鳥

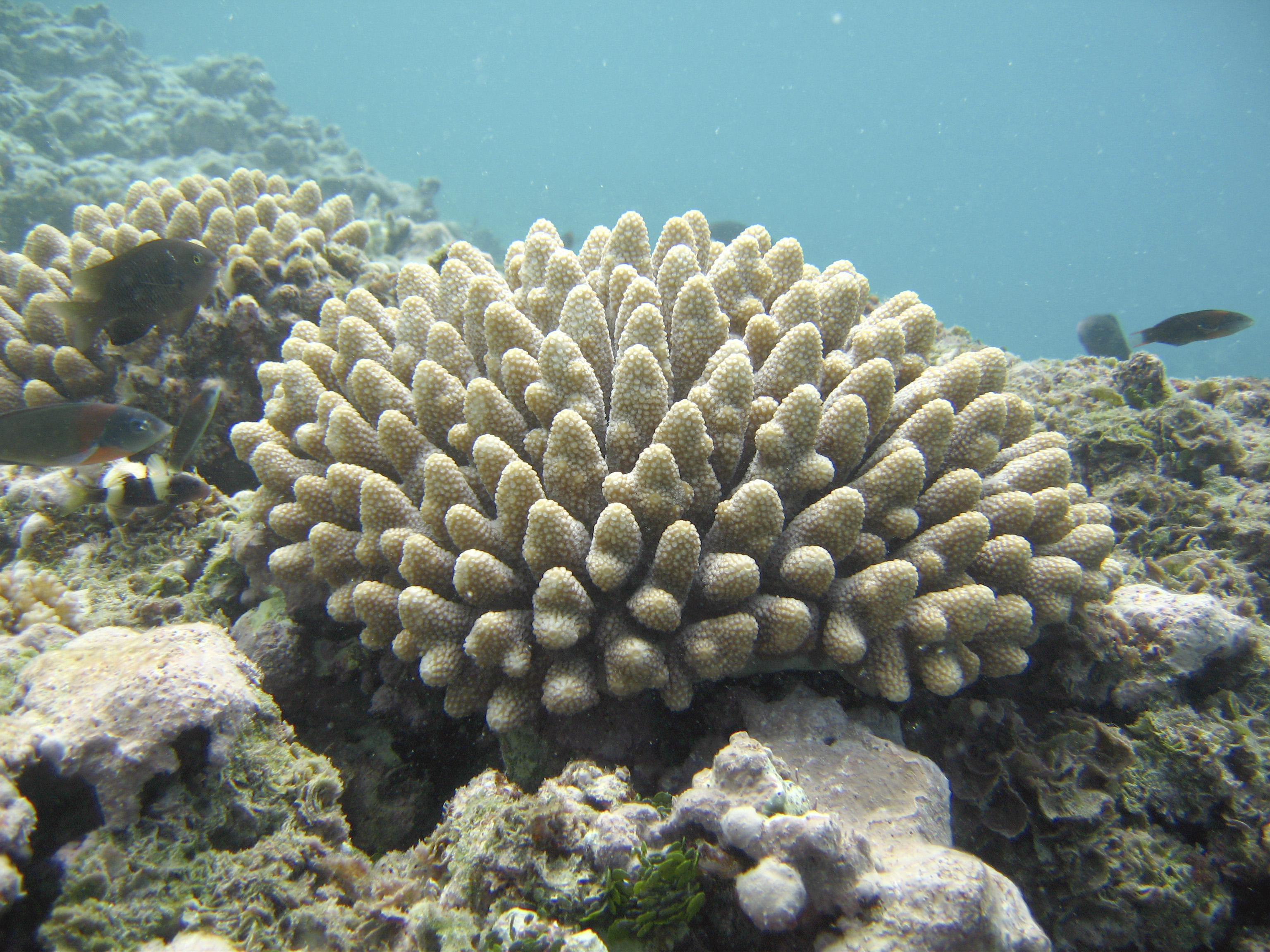
石珊瑚